# Monarchia (Dante)
La Monarchia, nota anche come De monarchia (pronunciato alla latina De monàrchia, in latino classico [deː moˈnarkɪaː] o [deː moˈnarkʰɪaː], "Sulla monarchia"), è un saggio politico in latino di Dante Alighieri, diviso in tre trattati.
Con questo testo il poeta volle intervenire su uno dei temi più "caldi" della sua epoca: il rapporto tra il potere temporale (rappresentato dall'imperatore) e l'autorità religiosa (rappresentata dal papa). Dante, dalla sua posizione di guelfo moderato (appartenente alla corrente dei "bianchi", che, pur sostenendo generalmente il papa, aveva lottato contro la corrente dei "neri" per difendere l'autonomia del Comune fiorentino dalle pretese temporali di Bonifacio VIII), aderisce alla teoria dei due soli e afferma che i due poteri dispongono di dignità autonome perché riferite ad ambiti diversi.
Dante sostiene la necessità di coesistenza tra papa e imperatore, dovendo quest'ultimo comunque mostrare reverentia verso il primo (essendo il potere spirituale più nobile di quello temporale sul piano morale, senza però esserne l'origine della legittimità politica). Per il pensatore fiorentino, inoltre, entrambi i poteri dovevano avere la loro sede in Italia, in particolare a Roma.
Secondo la cronologia più accreditata il De Monarchia fu composto negli anni 1312-13, cioè al tempo della discesa di Enrico VII di Lussemburgo in Italia; secondo altri, bisognerebbe anticipare almeno al 1308 la data di composizione; altri ancora, infine, posticipano la composizione del trattato al 1318, pochi anni prima della morte dell'autore (1321).

## Contenuto

### Libro I:Dissertazione sulla questione se l'ufficio dell'Imperatore sia necessario al bene
Cap. 1.	 Dante esordisce dicendo che l'uomo che dimostra di possedere un talento, una propria vocazione o carisma, deve preoccuparsi di farlo fruttificare per il bene dei posteri; allo stesso modo egli sente di aver ricevuto un'eredità dagli antichi, essere cioè lignum, cioè albero che fruttifichi, e non vorago, o abisso che inghiotte sempre senza mai restituire ciò che ha assimilato. Il dovere d'impiegare al meglio le proprie capacità dev'esser rivolto a mostrare verità sconosciute. Infatti, che frutto può dare uno che dimostri una seconda volta un teorema di Euclide? Tra i molti argomenti degni d'essere studiati, Dante sceglie di approfondire il concetto di Monarchia temporale, che è la verità più utile, meno evidente e da tutti trascurata.
Cap. 2.	 Cosa si intende per “Monarchia temporale”? Per Dante essa è un principato unico che domina su tutti gli esseri che vivono nel tempo (Impero).
Da ciò scaturiscono tre problemi: I) la Monarchia è necessaria al benessere del mondo?; II) il popolo romano si è attribuito di diritto o meno l'impero universale?; III) l'autorità del Monarca dipende da Dio o da un suo vicario? Siccome ogni verità poggia su un fondamento logico, Dante trova necessario fissare un principio sul quale fondare un ragionamento sillogistico. A questo proposito egli suddivide le scienze in scienze non controllabili dalla ragione umana che hanno fine TEORICO (matematica, fisica, teologia), e scienze soggette al nostro potere, che hanno un fine anche PRATICO. Ed essendo in campo pratico il fine ultimo delle cose, se esiste un fine universale dell'intera umanità, questo sarà il fondamento sul quale chiarire tutto ciò che resta da dimostrare.
Cap. 3.	 Qual è il fine universale dell'umanità? Come la natura crea il pollice per un fine, la mano per un altro, il braccio per un altro ancora, così esiste un fine per l'uomo singolo, un altro per la famiglia, un altro per la città, e un altro ancora per l'intera umanità. Dio non fa alcunché invano: dispone tutte le cose in vista di un'attività. Esiste dunque un'attività propria dell'intera società umana, fine ultimo di questa. Qual è? L'essere indeterminato? No, ciò è proprio di tutti gli elementi. L'essere composto? No, si ritrova anche nei minerali. L'essere animato? No, si ritrova anche nelle piante. L'essere capace di apprendere? No, si ritrova anche nei bruti, ma l'essere capace di apprendere per mezzo dell'intelletto possibile, cioè che si può attuare o no. Anche gli angeli vivono di intelletto, ma non possibile, altrimenti non sarebbero eterni. Quindi l'attività peculiare dell'intera umanità è l'attuazione dell'intera potenza dell'intelletto prima per speculare, e infine per agire.
Cap. 4.	 Qual è il mezzo più rapido e idoneo per giungere a tale attività? Come accade che un uomo, sedendo e riposando si perfeziona in sapienza, è evidente che l'umanità soltanto nella pace trova la realizzazione della sua attività. La pace universale è la realtà oggettiva migliore per esplicare il potenziale intellettivo della società umana.
Cap. 5.	 All'inizio della sua opera, Dante si propone di dare soluzione a ben tre questioni di carattere politico. Il primo è il seguente: la Monarchia è necessaria al benessere del mondo? Dante lo dimostra chiamando in causa l'autorità di Aristotele (nella “Politica”): egli asserisce che, quando una molteplicità di cose sono ordinate a un unico fine, occorre che una di esse regoli e che le altre siano regolate. In ogni associazione, a partire dal singolo, c'è un indirizzo che governa tutti gli altri. Per estrapolazione, allargando il cerchio, passando dai borghi cittadini ai regni e infine all'intera società umana, si vede che il concetto è sempre lo stesso: il genere umano è diretto a un unico fine; occorre dunque che vi sia uno solo a governare, chiamato Monarca. Perciò l'esistenza dell'Impero è necessaria al benessere del mondo.
Cap. 6.	 Attraverso il sillogismo Dante dimostra che esiste nelle cose un duplice ordine, un ordine delle parti fra di loro, e un ordine delle parti rispetto a un unico fine; per esempio l'ordine delle file di un esercito e l'ordine delle file rispetto al comandante. L'ordine delle parti rispetto a un unico fine è migliore perché include anche l'altro. Così tutte le parti dell'umanità devono essere ordinate in vista di un unico Principe, cioè del Monarca o Monarchia.
Cap. 7.	 Inoltre il genere umano è un tutto rispetto ad alcune parti, regni o popoli, e una parte rispetto all'universo. E come i regni e i popoli particolari ben corrispondono al genere umano, così il genere umano ben corrisponde al suo tutto: infatti come le parti corrispondono a esso in virtù di un unico principio, come si è già detto, così anche il genere umano corrisponde al suo universo e al principio supremo, Dio, solo in virtù di un unico principio regolatore, il Monarca.
Cap. 8.	 Tutto ciò che concorda con il primo agente, Dio, è in stato di felicità e benessere. Il genere umano realizza questo fine quando è simile a Dio. Ma esso è assolutamente simile a Dio quando è solo uno, ed è assolutamente uno quando è tutto unito e questa unità non può dargliela che un unico principe, il Monarca.
Cap. 9.	 Come ogni figlio si trova in uno stato di felicità quando segue le orme di un padre perfetto, così il genere umano, figlio del cielo perfettissimo, si trova in uno stato di perfezione quando segue le orme del cielo. E come il cielo è regolato al suo interno da un unico motore, che è Dio, così il genere umano è perfetto e regolato da un unico principe, il Monarca.
Cap. 10.	 Dovunque possa sorgere una controversia, lì deve esistere la possibilità di un giudizio. Dante considera due principi in conflitto tra loro. Fra questi due deve esistere la possibilità di un giudizio. E chi sarà l'artefice di tale giudizio? Nessuno dei due, poiché hanno pari poteri e nessun diritto d'essere l'uno soggetto dell'altro. Si cercherà perciò uno di più ampi poteri. Questo potrà essere il Monarca o no. Se no egli troverà sempre un suo pari e così avanti all'infinito. Ecco la necessità di porre un punto ultimo che abbracci il tutto: il Monarca.
Cap. 11.	 Il mondo è in stato di perfezione quando la giustizia è suprema. La giustizia è suprema soltanto sotto il Monarca. Perché? La giustizia è una forma di rettitudine che rifiuta l'ingiustizia e così non conosce un grado maggiore o minore. Inoltre la giustizia è suprema sia riguardo alla disposizione che riguardo all'operazione dei soggetti. A volte però la giustizia incontra ostacoli, nel volere e nel potere: infatti, siccome la giustizia è una virtù applicata agli altri, solo chi avrà sufficiente potere potrà applicarla appieno. Quanto più uno è potente, tanto più la giustizia sarà operata. Uno di questo genere è solo il Monarca. Inoltre, come affermato da Aristotele stesso, il nemico mortale della giustizia è la cupidigia, il desiderio di possedere. Allontanata la cupidigia, nulla più ostacola la giustizia. Chi, se non il Monarca, ha completamente aborrito il desiderio di possedere, essendo egli padrone di tutto? E come la cupidigia oscura la giustizia, così l'amore la illumina. Solo il Monarca possiede l'amore nel massimo grado perché ogni cosa è amata in proporzione alla vicinanza da colui che ama, e gli uomini sono vicini al Monarca, che è il Principe supremo, nella loro totalità. Il Monarca non ha nemici ed è causa della felicità degli uomini.
Cap. 12.	 Il genere umano in libertà assoluta è assolutamente perfetto. Il primo fondamento della libertà è il libero arbitrio, che è un libero giudizio della volontà. Prima una cosa viene appresa, poi giudicata buona o malvagia, infine accettata o respinta. Il giudizio dunque è libero se non è condizionato, perciò gli animali non sono liberi perché le loro scelte sono continuamente decise dall'appetito. Anche gli angeli e le anime dei defunti conservano appieno la loro libertà, che è il massimo dono di Dio all'uomo. Vivendo sotto il governo di un Monarca il genere umano è assolutamente libero. È libero solo ciò che esiste in virtù di sé stesso e non di un altro e il genere umano realizza questa condizione solo sotto un Monarca, che corregge le false forme di governo. Il Monarca si profila come il servitore di tutti perché, pur avendo potere riguardo alla via da seguire per la libertà, è servitore in massimo grado riguardo allo scopo.
Cap. 13.	 In ogni azione lo scopo principale di chi agisce è realizzare sé stesso. Perciò chi agisce lo fa sempre con piacere. E colui che vuole disporre gli altri al meglio, deve essere egli stesso disposto al meglio. Solo il Monarca può avere queste virtù. Vediamo perché. Ogni cosa è tanto meglio disposta a un'attività quanto minori sono in essa gli ostacoli a questa disposizione, perciò giungono più facilmente a una verità quelli che non ne hanno mai udito alcunché rispetto a quelli che hanno false opinioni. Poiché il Monarca non può avere nessuna occasione di cupidigia, e poiché la cupidigia ostacola la giustizia, ne consegue che il Monarca è quello meglio disposto a governare.
Cap. 14.	 Ciò che può essere realizzato con un solo mezzo, è meglio che sia fatto attraverso uno solo rispetto che con molti. Ogni aggiunta è superflua, dispiace a Dio e alla natura, ed è quindi male. Inoltre una cosa è migliore per essere più vicina alla perfezione; inoltre il fine è il criterio della perfezione, una cosa fatta tramite uno è più vicina al suo fine, è dunque migliore. Il Monarca è necessario al benessere del mondo. Qui Dante si ferma un attimo e chiarisce meglio il significato della proposizione:” il genere umano può essere governato per mezzo di un solo principe”. La suddetta non deve essere intesa nel senso che tutte le decisioni dei singoli comuni devono procedere direttamente da lui, perché ogni stato ha le sue caratteristiche ed esigenze peculiari. Ma nel senso che il Monarca detta norme comuni valide per tutti. I principi ricevono tale norma dal Monarca, cioè sono arbitri delle decisioni meno importanti mentre hanno l'obbligo di rifarsi al Monarca per le altre. È dunque meglio che l'umanità sia guidata da uno solo e, se è meglio, è anche più gradito a Dio.
Cap. 15.	 Ciò che è assolutamente uno rispecchia il bene, il molteplice è radice del male. Peccare non è nient'altro che allontanarsi dall'uno e avvicinarsi ai molti. Poiché la concordia è un bene, la sua radice è l'uno. Cos'è la concordia? È il moto uniforme di più volontà che tendono a un unico fine. Ogni concordia dipende dall'unità delle volontà, e il genere umano perfetto rappresenta una forma di concordia, e dipende dall'unità che è nelle singole volontà. Ciò risulta impossibile se non esiste un'unica suprema volontà che guidi tutte le altre. Questa volontà non può esistere se non esiste un unico principe. La Monarchia è necessaria al benessere del mondo.

### Libro II:Dissertazione sulla questione se l'Impero romano si sia imposto di diritto sul mondo o meno
Cap. 1.	Dante esordisce dicendo c'è stato un tempo in cui egli si meravigliava del fatto che il popolo romano fosse diventato padrone del mondo e ne individuava il motivo nella forza delle armi. Poi, guardando più in profondità, capì che tutto ciò era invece un disegno della divina provvidenza: allo stupore subentrò la derisione per lo sforzo vano delle nazioni che tumultuarono contro il dominio di Roma. Dopo la derisione deve insorgere, in un uomo impegnato, la luce della correzione: egli dunque scriverà e diraderà le nebbie che offuscano gli occhi di re e principi. La soluzione del problema è chiarita non solo alla luce dell'umana ragione, ma anche alla luce della grazia divina.
Cap. 2.	La questione è la seguente: il popolo romano si è attribuito di diritto o meno l'Impero universale? Come l'arte si presenta in tre gradi, nella mente dell'artista, nello strumento e nella materia, così anche la natura può essere indagata in tre gradi: infatti è nella mente di Dio, poi nel cielo (strumento) e dunque nella realtà. E come, se l'artista e lo strumento sono perfetti, se c'è difetto nell'opera finita, bisogna attribuirlo solo alla materia, così, siccome Dio e il cielo non hanno difetto alcuno, ogni difetto è nella materia e ogni bene deriva da Dio e poi dal cielo. Quindi il “diritto”, essendo un bene, è nella mente di Dio, è Dio ed è voluto da Lui nel massimo grado. Il diritto qui sulla terra è un'immagine della volontà di Dio, per questo tutto ciò che non concorda con la volontà di Dio non è diritto, e viceversa. Ma la volontà di Dio è imperscrutabile: la dovremo indagare perciò per mezzo di indizi e un'attenta considerazione delle sue opere.
Cap. 3.	I Romani non hanno usurpato il ruolo di Monarca nel mondo perché al più nobile dei popoli spetta l'Impero e i Romani furono la gente più nobile. Dante riporta poi esempi tratti dall'Eneide virgiliana per dimostrare la nobiltà del popolo romano e la predestinazione divina affinché Roma fosse la guida del mondo.
Cap. 4.	Ciò che raggiunge la propria perfezione con l'aiuto di miracoli è voluto da Dio e avviene perciò di diritto, quindi è sacrosanto ammettere che il miracolo sia opera di Dio: l'Impero romano, per realizzarsi, ha avuto bisogno di miracoli, dunque è voluto da Dio, quindi ha il diritto di esistere. Che Dio abbia operato dei miracoli per affermare Roma sul mondo è attestato dagli antichi scrittori.
Cap. 5.	Chi mira al bene dello stato mira al fine del diritto; infatti li diritto è un rapporto reale fra uomo e uomo il quale, mantenuto, mantiene la società, corrotto, la corrompe: se il fine di ogni società è il fine dei suoi membri, è necessario che il fine del diritto sia il bene comune, e se il diritto, cioè le leggi, non fosse diretto all'utilità degli uomini, non sarebbe un vero diritto. Dunque se i romani hanno mirato al bene dello stato, hanno mirato al diritto. E ciò si vede bene, considerando le imprese dei romani nelle quali, annullando la cupidigia e amando la pace, hanno trascurato il proprio utile. Le buone intenzioni del popolo romano sono riportate da illustri scrittori, tra i quali Cicerone. Dante riporta i casi di singole persone che eroicamente hanno composto la gloria di Roma: Cincinnato, Fabrizio, Camillo, Bruto, Muzio Scevola, Catone. Chi mira al fine del diritto, procede secondo il diritto; Roma ha mirato al fine del diritto, quindi giustamente è stata arbitra del mondo. Raggiungere il fine del diritto, senza averne diritto, è come, secondo Dante, elargire un'elemosina attingendo da una refurtiva, cosa che, se fosse invece fatta con i propri averi, sarebbe giusta. Quindi in ogni caso il popolo romano si è attribuito di diritto la dignità dell'impero universale.
Cap. 6.	Ciò che la natura ha ordinato si conserva di diritto. L'ordine della natura delle cose si conserva solo con il diritto. E il popolo romano è stato ordinato dalla natura all'impero: infatti, come un'artista che trascura i mezzi e mira solo al fine non raggiunge la perfezione, così la natura, se mirasse soltanto al fine delle cose, farebbe cose imperfette. Ma, essendo essa opera di Dio, non può essere imperfetta. Siccome il fine dell'uomo è uno dei mezzi necessari al fine della natura, la natura mira a essa. E poiché non può raggiungere tale scopo per mezzo di un solo uomo, ma per mezzo di molti, è necessario che la natura produca una moltitudine di uomini. Non v'è dunque dubbio alcuno che la natura abbia predisposto nel mondo un luogo e un popolo per l'impero universale: Roma. Seguono testimonianze d'illustri scrittori romani.
Cap. 7.	Il giudizio di Dio sull'uomo, a volte è chiaro, a volte no. Se è chiaro, lo può essere in due modi: per ragione e per fede. Se è nascosto non può essere compreso né per ragione né per fede, ma per grazie speciali: questo accade in diversi modi, per rivelazione o mediante una prova. Per rivelazione in due modi: per volontà di Dio o per mezzo di preghiere; per volontà di Dio in due modi: direttamente o tramite un segno. Mediante una prova in due modi: per sorteggio o per contesa. Per contesa in due modi: attraverso lo scontro di due forze o attraverso una competizione tra più concorrenti. Mentre nel primo modo i duellanti possono ostacolarsi a vicenda, nel secondo no. Gli argomenti della competizione e dei campioni saranno svolti nel seguito.
Cap. 8.	Quel popolo vincitore della gara per l'Impero è arrivato primo per giudizio di Dio. Il popolo romano è giunto primo nell'egemonia del mondo a dispetto di Nino e Semiramide, Vesage, re egiziano, Ciro, Serse, Alessandro, colui che più d'ogni altro si avvicinò all'Impero universale.
Cap. 9.	Ciò che si ottiene in duello, si ottiene di diritto. Infatti qualora il giudizio umano venisse meno, bisognerebbe interpellare quello divino. Le condizioni essenziali di un duello sono due: primo, ricorrere al duello solo in casi estremi, dopo aver percorso ogni via possibile, secondo, scendere in campo non per odio, ma per pura esigenza. Il tumulto contro l'Impero Romano è opera soprattutto dei religiosi che si dicono seguaci della fede cristiana. Se l'Impero Romano non fosse avvenuto di diritto, Cristo, con la sua nascita, avrebbe sanzionato un'ingiustizia. Ciò è falso, è dunque vero il contrario. Infatti chi si attiene a un editto, sanziona che esso è giusto. Ma Cristo, nascendo sotto l'editto e la giurisdizione romana, ha sanzionato tale autorità di diritto, e Augusto imperatore di Roma.
Cap. 10.	Se l'Impero Romano non fu di diritto, Cristo con la sua nascita sanzionò una cosa ingiusta. Dato che Egli nacque durante il censimento augusteo, significa che Cristo si sottomise simbolicamente e liberamente all'autorità romana. L'editto fu promulgato da Cesare per volontà divina, affinché Colui che era atteso fra gli uomini fosse censito fra gli uomini stessi.
Cap. 11.	Se l'Impero romano non fosse esistito di diritto, il peccato di Adamo non sarebbe stato espiato da Cristo. Ciò è falso: è vera la premessa; infatti, se ci fosse ancora l'antico peccato, saremmo ancora figli dell'ira: ciò non è. Smettano dunque gli avversari di Roma di condannare l'Impero sacrosanto, sanzionato da Cristo con la sua nascita e morte.

### Libro III:Dissertazione sulla questione se l'autorità imperiale derivi dal Pontefice o direttamente da Dio
Cap. 1. Resterà da affrontare la terza e ultima questione, il rapporto tra Pontefice e Monarca, la cui soluzione sarà forse motivo di scandalo; ma, poiché bisogna amare la verità al di sopra di tutto, Dante non si arresta davanti a nessun ostacolo sociale. Il problema è dunque il seguente: l'autorità del sommo Monarca dipende da Dio o dal suo vicario in terra, il papa?
Cap. 2.	Bisogna assumere, come già fatto negli altri libri, un fondamento logico sul quale fondare i propri argomenti e trovare la soluzione al problema. Ora il fondamento è questo: Dio non approva ciò che ostacola l'intenzione della natura. Il che si dimostra in diversi modi.
Cap. 3.	Dante ricorda che la prima questione è stato risolta per combattere l'ignoranza, più che risolvere un conflitto ideologico, la seconda per eliminare l'ignoranza e il conflitto. Invece la soluzione della terza implica un grande conflitto che diventa motivo d'ignoranza. Agli uomini spesso accade d'esser travolti dalle passioni, di abbandonare la via della ragione, sì che si fa strada non soltanto la falsità, ma anche l'uscire fuori dalla competenza. Alla soluzione di questo problema si oppongono tre persone: il papa e i suoi seguaci, quelli ottenebrati dalla cupidigia, cristiani solo di nome, e i “decretalisti”, falsi teologi, seguaci dei Decretali, la cui autorità deve essere posposta a quella di Cristo. Dante si rivolge ai veri cristiani che semplicemente ignorano la verità.
Cap. 4.	Questo capitolo e i seguenti sono rivolti a coloro che, erroneamente, argomentano che il potere temporale derivi da quello spirituale. Dalla Bibbia prendono lo spunto dall'immagine dei due astri (sole e luna = potere spirituale, temporale), ma essi sono in errore. Si può errare in due modi: assumendo un qualcosa di falso, oppure ragionando in modo falso. Riguardo al significato delle Scritture si erra in due modi: cercandolo dove esso non c'è, oppure interpretandolo in modo errato. Si può dunque dimostrare in due modi l'allegoria degli astri. In primo luogo perché, essendo i poteri “accidenti” dell'uomo, Dio avrebbe rovesciato l'ordine creando prima questi (nel quarto giorno) che l'uomo (nel sesto giorno): ciò è assurdo. In secondo luogo, essendo i poteri guide verso fini, se l'uomo fosse rimasto innocente come Dio l'aveva creato, non avrebbe avuto bisogno delle guide: i poteri sono dunque rimedi al peccato. E poiché nel quarto giorno l'uomo non era ancora peccatore, sarebbero stati rimedi inutili.
Cap. 5.	Un altro falso argomento ricavato dalle Scritture è quello dei figli di Giacobbe, Levi e Giuda, allegorie dei poteri. Questo argomento è facilmente confutabile, pur ammettendo la premessa dei significati allegorici, considerando bene la natura del sillogismo.
Cap. 6.	Inoltre, prendendo spunto dal libro dei Re, per quanto attiene all'investitura di re Saul, essi affermano che, come il vicario di Dio, cioè Samuele, ha avuto l'autorità di dare e togliere il potere temporale, così il papa, vicario di Cristo, può fare lo stesso. La confutazione parte dal presupposto che Samuele non è stato un vicario di Cristo, ma un semplice delegato. Sbagliato è quindi il sillogismo a cui si affidano.
Cap. 7.	Ancora: affermano che i doni regalati dai Magi a Cristo simboleggiano i due poteri e quindi il vicario di Cristo ha potere sulle cose spirituali e temporali allo stesso tempo. Anche in questo caso è errato il sillogismo: il vicario non equivale a Dio, ma è soltanto un'espressione ridotta della potenza divina.
Cap. 8.	Ancora: dal Vangelo argomentano dalle parole di Cristo a Pietro: “Qualunque cosa legherai sulla terra, sarà legata nei cieli”. Da ciò argomentano che il successore di Pietro può sciogliere e legare ogni cosa per concessione di Dio. Attenti a quell'“ogni cosa” ! Se ciò fosse preso alla lettera, il papa potrebbe sciogliere un matrimonio, sciogliere i peccati anche senza pentimento ecc. Perciò l'espressione non va interpretata in senso assoluto, ma rispetto a qualcosa. Che cosa? Dice Cristo a Pietro: “Ti darò le chiavi del Regno dei Cieli”. Perciò quell'“ogni cosa” significherà “qualunque cosa riguarderà il tuo ufficio”. Le leggi dell'Impero riguardano l'ufficio papale? No, come sarà dimostrato in seguito.
Cap. 9.	Ancora dal Vangelo; Pietro, in occasione della Pasqua, disse a Cristo: “Ecco due spade”; essi sostengono che queste due spade rappresentano i due poteri, entrambi nelle mani di lui. Ciò è falso, sia perché la risposta non sarebbe adeguata all'intenzione di Cristo, sia perché Pietro era solito rispondere in maniera immediata e irriflessiva (si rilegga il brano dal Vangelo di Luca).
Cap. 10.	Un altro argomento preso a vessillo della loro teoria è la donazione di Costantino a papa Silvestro del territorio della Chiesa. Ma Costantino non poteva di diritto fare questo, cioè privarsi di una parte del territorio e donarla ad altri, perché contro le leggi. Inoltre sia la Chiesa che l'Impero hanno i loro fondamenti distinti, né è lecito pretendere l'uno dall'altro. Il fondamento della Chiesa è Cristo, quello dell'Impero è il diritto umano. Inoltre ogni giurisdizione esiste prima del suo giudice: l'Impero è una giurisdizione, dunque è anteriore al suo giudice, l'Imperatore. Perciò egli non può trasferire la sua giurisdizione ad altri, ricevendo da essa la sua stessa esistenza. Inoltre la Chiesa, nata povera, non aveva il diritto di accettare un dono così significativo.
Cap. 11.	Ancora, da Aristotele: tutto quello che appartiene a una stessa categoria dev'esser riferito a una sola unità: gli uomini, unica categoria, devono essere riferiti a una sola unità. Anche il papa e l'imperatore, essendo uomini, devono sottostare a questa verità. Ma il papa non può essere riferito ad altri, l'Imperatore deve essere riferito a lui. Ancora una volta è errato il sillogismo: una cosa è essere uomo, un'altra papa o imperatore. Quindi, essendo uomini, devono entrambi essere riferiti a un unico ente, Dio.
Cap. 12.	Dimostrati falsi gli errori, bisogna dimostrare la vera soluzione del problema. Sarà sufficiente dimostrare che l'autorità imperiale dipende semplicemente da Dio. La dimostrazione è che l'autorità della Chiesa è separata da quella dell'Impero, perché l'Impero è precedente a essa, e non soggetto ad alcuna dipendenza di virtù. Inoltre, se Costantino non avesse avuto autorità, non avrebbe potuto assegnare alla Chiesa quei beni che le ha assegnato, e la Chiesa usufruirebbe ingiustamente di quella donazione.
Cap. 13.	Se la Chiesa avesse la facoltà d'autorità sull'Imperatore, l'avrebbe o da Dio, o da sé stessa, o da un Imperatore, o dal consenso di tutti gli uomini. Essa, in verità, non l'ha ricevuta per alcuna di queste vie: non la possiede. Non da Dio, perché non si trova passo nell'Antico Testamento che lo affermi, anzi vi sono luoghi dove si afferma il contrario, né dalla natura, a completo servizio di Dio, né da sé stessa perché nulla può dare ciò che non ha. È ovvio e anche fastidioso dimostrare che né l'Imperatore né il popolo abbiano avuto il potere di fare una cosa del genere.
Cap. 14.	Inoltre l'esercizio dell'autorità temporale è contro la natura della Chiesa, quindi non rientra nelle sue facoltà. Infatti la natura della Chiesa è la sua stessa forma, cioè Cristo e i Suoi insegnamenti. Cristo disse: “Il mio regno non è di questo mondo”. Non osservare questo comandamento è non seguire la forma della Chiesa.
Cap. 15.	Ancora resta da dimostrare come l'autorità dell'Impero discenda direttamente da Dio. Bisogna considerare che l'uomo è termine medio tra le cose corruttibili e le cose incorruttibili, racchiudendo in sé stesso entrambe le nature (corpo e anima), quindi è necessario che partecipi a entrambe. E poiché ogni natura è ordinata a un fine, ne consegue che esiste un duplice fine, uno corruttibile e uno incorruttibile, la felicità in questa vita e la felicità nella vita eterna. Alla prima si giunge per mezzo della filosofia, alla seconda per mezzo della teologia. Perciò l'uomo ha anche bisogno di due guide, il papa per la vita eterna, e l'Imperatore per realizzare la vita terrena. Ma Dio è il solo che ha predisposto questo ordinamento, provvedendo egli stesso a collocare ogni cosa secondo i suoi piani. La soluzione della presente questione non va però fraintesa: l'Imperatore deve essere un po' subordinato al papa, così come la felicità terrena è subordinata a quella ultraterrena. Cesare dunque si rivolga a Pietro con quel rispetto che un figlio primogenito deve al padre, affinché, irradiato dalla luce del padre, possa illuminare egli stesso con più efficacia il mondo.

## Fortuna dell'opera
Nel 1329 il De Monarchia fu posto al rogo con l'accusa di eresia da Bertrando del Poggetto. Nel 1559 fu inserito dal Sant'Uffizio nel primo Indice dei libri proibiti e la condanna fu confermata nelle successive edizioni sino a quando a metà del XVIII secolo, papa Benedetto XIV tolse il De Monarchia dall'Indice e, nel 1881, papa Leone XIII revocò definitivamente la condanna.
Nel 1921 papa Benedetto XV nell'enciclica In Praeclara Summorum dedicata a Dante scriveva «In verità Noi riteniamo che gl'insegnamenti lasciatici da Dante in tutte le sue opere, ma specialmente nel suo triplice carme, possano servire quale validissima guida per gli uomini del nostro tempo».